# Pasian di Prato
Pasian di Prato é uma comuna italiana da região do Friuli-Venezia Giulia, província de Udine, com cerca de 8.879 habitantes. Estende-se por uma área de 15 km², tendo uma densidade populacional de 592 hab/km². Faz fronteira com Basiliano, Campoformido, Martignacco, Tavagnacco, Udine.

## Demografia
| Variação demográfica do município entre 1861 e 2011                               |
|                                                                                   |
| Fonte: Istituto Nazionale di Statistica (ISTAT) - Elaboração gráfica da Wikipedia |

## ligação externas
- «Comune di Pasian di Prato»